# Masoud Jafari Jozani
Masoud Djafari Djozani (en persa: مسعود جعفری جوزانی; Malayer, Provincia de Hamadán, 10 de diciembre de 1948)  es un director, guionista y productor de cine iraní.

## Carrera
Djozani obtuvo una maestría en arte cinematográfico en la Universidad Estatal de San Francisco en 1977. En sus largometrajes generalmente aborda temas heroicos en el medio natural con un tono histórico y épico. 
Algunas de sus películas fueron premiadas a nivel local. Su largometraje de 2009 In the Wind's Eye, la conclusión de su serie de televisión de corte histórico Dar Chashm-e Baad, fue filmada parcialmente en la ciudad de Los Ángeles, convirtiéndose en la primera película iraní en filmarse en territorio estadounidense desde la Revolución Islámica de 1979. Con un presupuesto aproximado de doce millones de dólares, se encuentra además entre las producciones más costosas en la historia del cine iraní.
Masoud es hermano del productor Fatolah Jafari-Jozani y el padre de la actriz Sahar Jafari Jozani.

## Filmografía

### Como director
- 2019 - Cyrus the Great[8]
- 2017 - Posht-e divar sokoot
- 2015 - Iran Burger
- 2010 - Dar Cheshm-e Baad
- 2001 - Cheshmhayash
- 2000 - Bolugh
- 1994 - Del va deshne
- 1994 - Yek mard, yek khers
- 1991 - Saye khial
- 1989 - Dar masir tondbad
- 1987 - Shir Sangi
- 1984 - Ba man harf bezan (cortometraje)

### Como productor
- 2015 - A Tale of Love
- 2014 - Special Line
- 2010 - Dar Cheshm-e Baad
- 2000 - Bolugh
- 1992 - Nassereddin Shah, Actor-e Cinema
- 1991 - Saye khial
- 1987 - Shir Sangi

## Premios y reconocimientos
| Evento                                 | Fecha | Categoría                  | Producción        | Resultado |
| -------------------------------------- | ----- | -------------------------- | ----------------- | --------- |
| Festival Internacional de Cine de Fajr | 1986  | Mejor película             | Dar masir tondbad | Ganador   |
| Festival Internacional de Cine de Fajr | 1987  | Mejor guion                | Shir Sangi        | Ganador   |
| Festival Internacional de Cine de Fajr | 1987  | Mejor director             | Shir Sangi        | Nominado  |
| Festival Internacional de Cine de Fajr | 1987  | Mejor película             | Shir Sangi        | Nominado  |
| Festival Internacional de Cine de Fajr | 1989  | Premio especial del jurado | Jadehay sard      | Ganador   |